# Mihla
Mihla era un municipio del distrito de Wartburg, subdivisión administrativa del estado federado de Turingia (Alemania)
El 1 de enero de 2020 su territorio pasó a formar parte de la ciudad de Amt Creuzburg.